# Radermachera xylocarpa
Radermachera xylocarpa là một loài thực vật có hoa trong họ Chùm ớt. Loài này được (Roxb.) Roxb. ex K.Schum. miêu tả khoa học đầu tiên năm 1895.